# Концентрація напружень

Концентрація силових ліній є більшою біля країв отвору

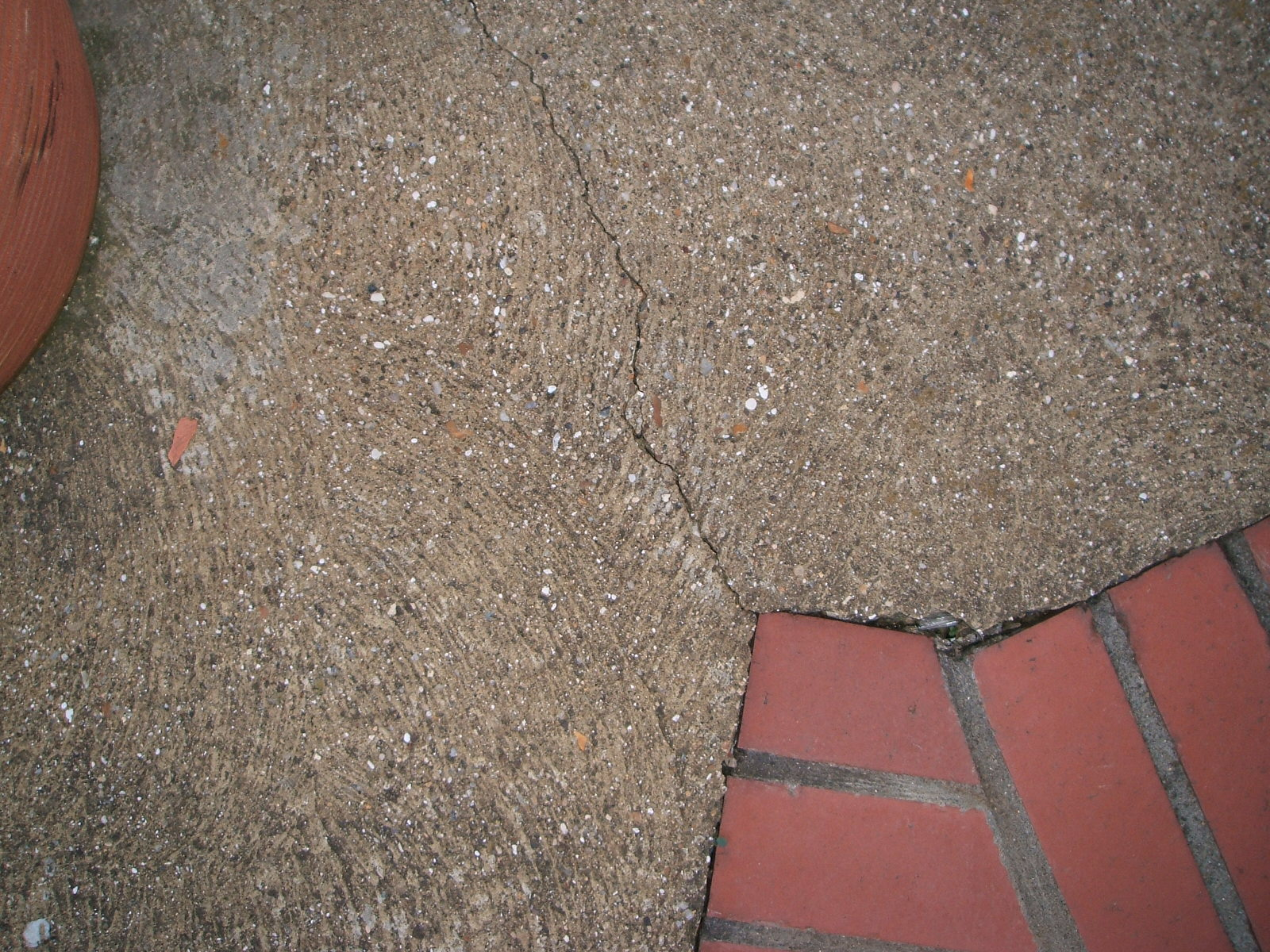
Кут у бетонній плиті біля кромки бруківки є концентратором напружень в бетоні, що призвело до появи тріщини у ньому

Концентра́ція напру́жень (рос. концентрация напряжений, англ. stress concentration; нім. Spannungskonzentration f) — у теорії пружності — збільшення напружень у твердому тілі у місцях зміни форми або порушень суцільності матеріалу.
У гірничій механіці — збільшення інтенсивності напружень в гірських породах, які оточують виробку, внаслідок перерозподілу напружень у масиві підроблених порід.

## Концентратори напружень
До факторів, що обумовлюють концентрацію напружень (концентраторів напружень), відносяться отвори, порожнини, тріщини, проточки, надрізи, кути, виступи, гострі краї, нарізь, а також нерівності та дефекти поверхні (риски, подряпини, мітки, зварні шви тощо). У місцях концентрації напружень не є справедливою гіпотеза плоских перерізів і класичні формули опору матеріалів є незастосовними. Для розподілу напружень у зоні концентрації характерною є різка зміна напруженого стану, що супроводжується швидким згасанням напружень з віддаленням від цієї зони.

## Характеристика концентрації напружень

### Теоретичний коефіцієнт концентрації

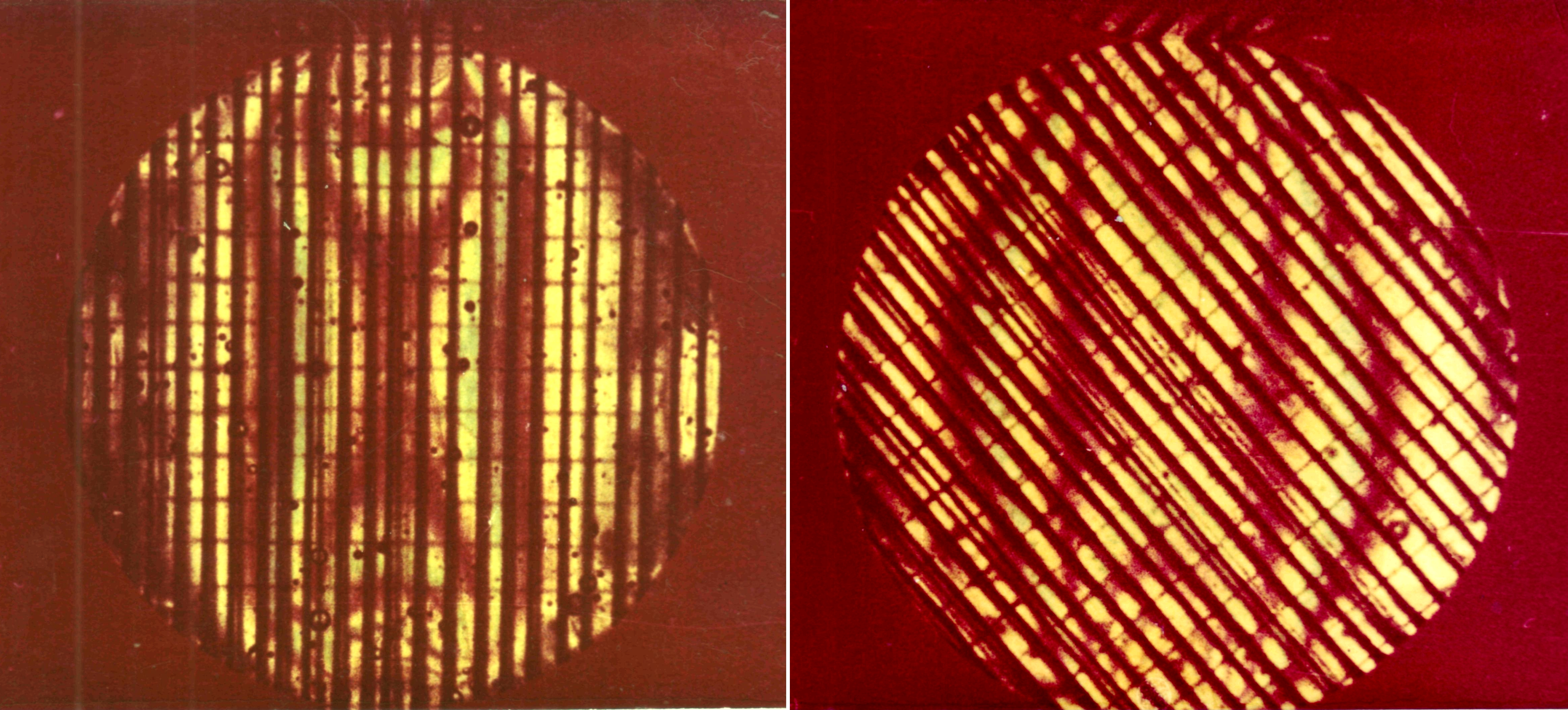
Вивчення розподілу напружень в анізотропних оптичних моделях методом фотопружності

Напруження поблизу концентраторів напружень визначаються методами теорії пружності, чисельними методами (метод скінченних елементів) або експериментально методами тензометрії (методи: фотопружності, голографічної інтерферометрії, з використанням тензометрів, муарових смуг тощо). Для оцінювання ступеня концентрації напружень вводиться теоретичний коефіцієнт концентрації напружень α — коефіцієнт, який характеризує місцеве підвищення напружень в порівнянні з номінальними в зонах різкої зміни розмірів чи форми об'єкта за пружного деформування:
{\displaystyle \alpha _{\sigma }={\frac {\sigma _{max}}{\sigma _{nom}}},} або {\displaystyle \alpha _{\tau }={\frac {\tau _{max}}{\tau _{nom}}},}
де {\displaystyle \sigma _{max},\tau _{max}} — максимальне пружне напруження нормальне і дотичне, відповідно;
{\displaystyle \sigma _{nom},\tau _{nom}} — номінальне напруження, що розраховане за формулами опору матеріалів без врахування ефекту концентрації.
Теоретичний коефіцієнт концентрації напружень залежить від форми концентратора та від співвідношення його розмірів з поперечними розмірами тіла і завжди більший за одиницю.
Теоретичний коефіцієнт концентрації напружень може набувати великих значень. Так на межі отворів він набуває значень 1 < α < 3 в залежності від діаметра отвору (чим менший діаметр, тим більшою є концентрація напружень). Поблизу вершини тріщини коефіцієнт α може досягати значення 200. Тому при виникненні тріщини, для недопущення її подальшого росту у вершині тріщини свердлять невеликий отвір.

### Технічний коефіцієнт концентрації
Ступінь небезпеки концентрації напружень суттєво зменшується за умов пластичних деформації, що виникають поблизу концентратора напружень. Для оцінювання реального впливу концентрації напружень на міцність деталі вводиться технічний коефіцієнт концентрації напружень Kσ, Kτ
{\displaystyle K_{\sigma }={\frac {\sigma _{B}}{\sigma _{max}}}} або {\displaystyle K_{\tau }={\frac {\tau _{B}}{\tau _{max}}}}
де {\displaystyle \sigma _{B},\tau _{B}} — руйнівне напруження для деталі без концентратора напружень;
{\displaystyle \sigma _{max},\tau _{max}} — руйнівне напруження для деталі з концентратором напружень.
Технічний коефіцієнт концентрації напружень, зазвичай є меншим від теоретичного. Реальні значення технічного коефіцієнта концентрації напружень переважно перебувають в межах 1…3.
При розрахунках на міцність в умову міцності вводять поправку
{\displaystyle K_{\sigma }\cdot \sigma _{max}\leq [\sigma ]} або {\displaystyle K_{\tau }\cdot \tau _{max}\leq [\tau ]}.
Для випадків статичних навантажень пластичних матеріалів технічний коефіцієнт концентрації напружень наближається до одиниці і ним можна знехтувати, тоді як для крихких матеріалів концентрація напружень є суттєвою і її слід враховувати.

### Ефективний коефіцієнт концентрації
Для оцінювання реального впливу концентрації напружень на міцність деталі в умовах циклічних навантажень вводиться ефективний коефіцієнт концентрації напружень kσ, kτ — відношення границі витривалості зразків без концентрації напружень до границі витривалості зразків з концентрацією напружень, які мають такі ж розміри перерізу, як гладкі зразки
{\displaystyle k_{\sigma }={\frac {\sigma _{-1}}{\sigma _{-1k}}}} або {\displaystyle k_{\tau }={\frac {\tau _{-1}}{\tau _{-1k}}}}
де {\displaystyle \sigma _{-1},\tau _{-1}} — границя витривалості зразків без концентрації напружень;
{\displaystyle \sigma _{-1k},\tau _{-1k}} — границя витривалості зразків з концентрацією напружень.
Ефективні коефіцієнти концентрації зазвичай є меншими від теоретичних коефіцієнтів концентрації. Для кількісної оцінки цієї різниці вводяться коефіцієнти чутливості матеріалу до концентрації напружень
{\displaystyle q_{\sigma }={\frac {k_{\sigma }-1}{\alpha _{\sigma }-1}}} або {\displaystyle q_{\tau }={\frac {k_{\tau }-1}{\alpha _{\tau }-1}}}.
Чутливість деталі до концентрації напружень залежить у першу чергу від властивостей матеріалу, з якого вона виготовлена.